# Fundão (Portugal)
O Fundão é uma cidade portuguesa no Distrito de Castelo Branco, na antiga província da Beira Baixa, região do Centro (Região das Beiras) e sub-região das Beiras e Serra da Estrela, com 8 174 habitantes (2021).
É sede do Município do Fundão com 700,20 km² de área e 26 503 habitantes (2021), subdividido em 23 freguesias. O município é limitado a norte pelos municípios da Covilhã, Belmonte e Sabugal, a leste por Penamacor e Idanha-a-Nova, a sul por Castelo Branco, a sudoeste por Oleiros e a oeste por Pampilhosa da Serra.

## História

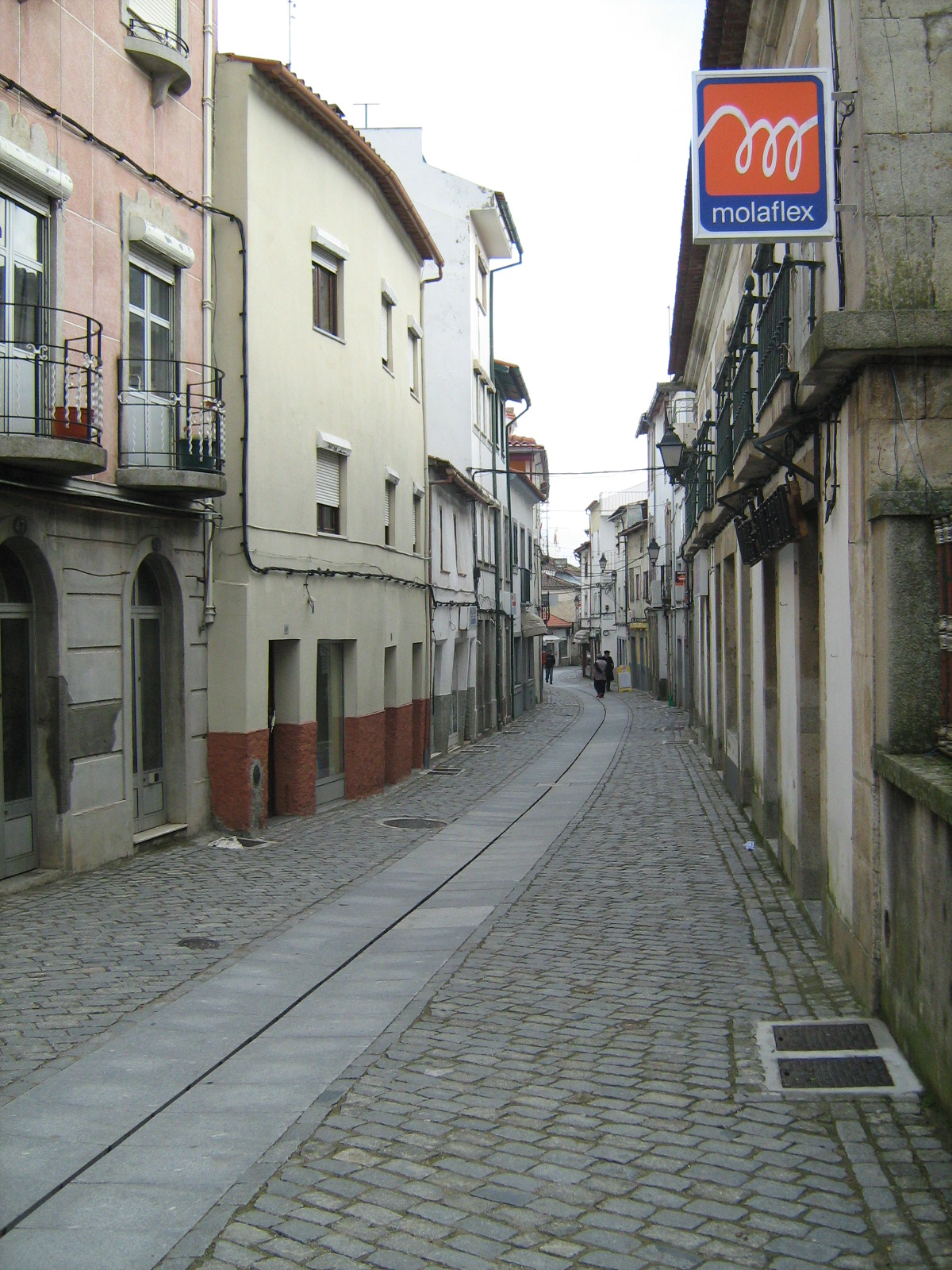
A histórica Rua da Cale, no coração da cidade do Fundão, actualmente um local vocacionado para o comércio tradicional

Na freguesia do Telhado fica um povoado pré-histórico, provavelmente o mais antigo da Beira Interior, que os arqueólogos estimam ter cerca sete mil anos.
Na Idade do Ferro, desde o c. 1 000 a.C. até à sua destruição pelos romanos, houve no topo do Monte de São Brás (na Serra da Gardunha) um Castro lusitano. Este foi substituído por uma villa ou núcleo de edifícios agriculturais no tempo do Império Romano (por baixo da Rua dos Quintãs). Julga-se que a villa foi substituída por uma mansão senhorial fortificada na Alta Idade Média.
O topónimo do local Fundão foi pela primeira vez referido em documento de 1307, e depois 1314 e 1320 referindo 32 casas. Nessa altura ficava aquém em população e influência, a várias aldeias que hoje fazem parte do seu município, como a do Souto da Casa.

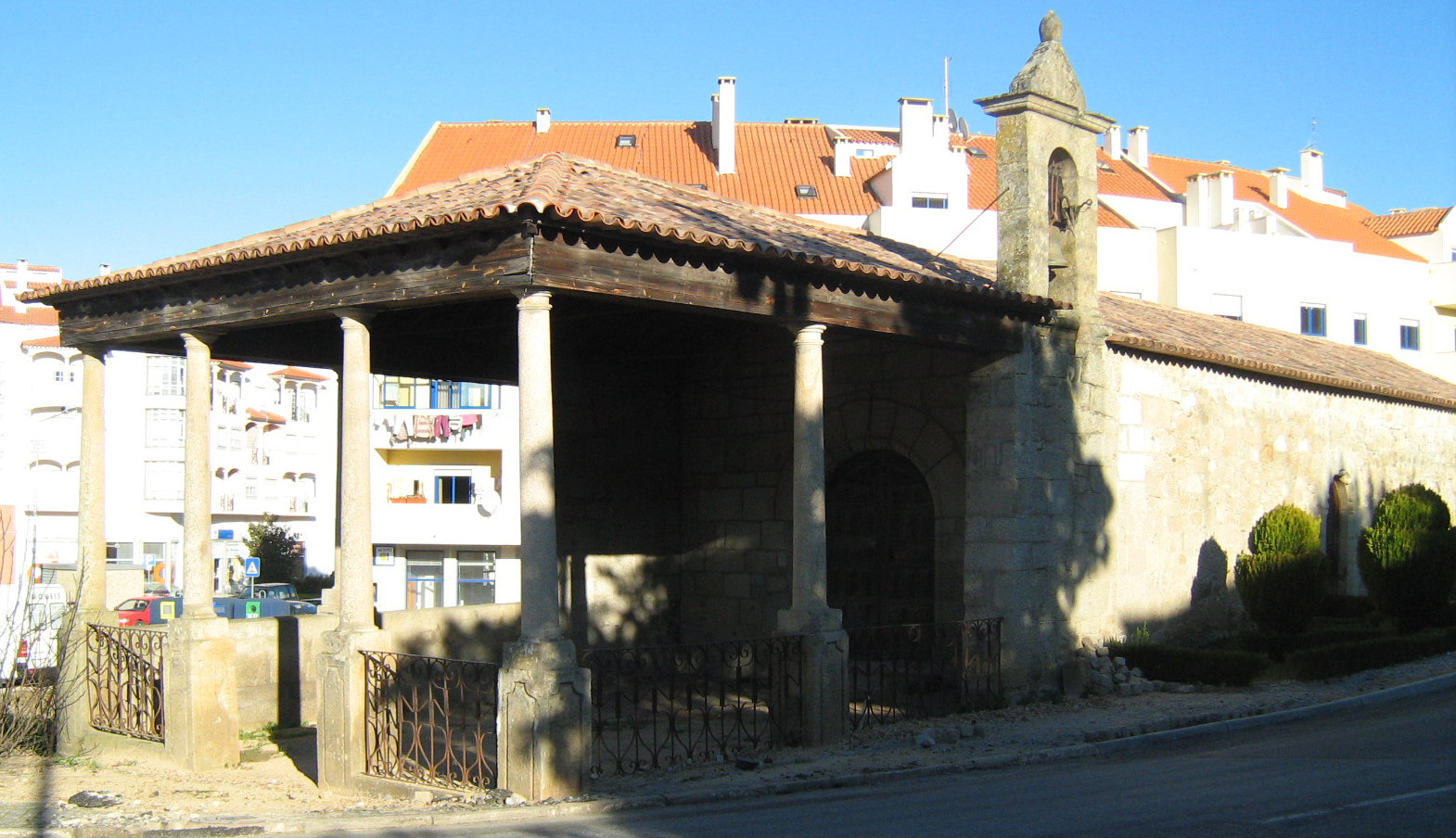
Capela do Espírito Santo (século XVI)

A história do Fundão enquanto centro urbano preeminente é condicionada desde o inicio pelos cristãos-novos, assim como a dos municípios vizinhos de Belmonte e da Covilhã. Após a expulsão dos judeus espanhóis (sefarditas) em 1492 pelos Reis Católicos, Fernando e Isabel, grande número de refugiados veio a estabelecer-se na Cova da Beira, onde já havia minorias judaicas significativas. 

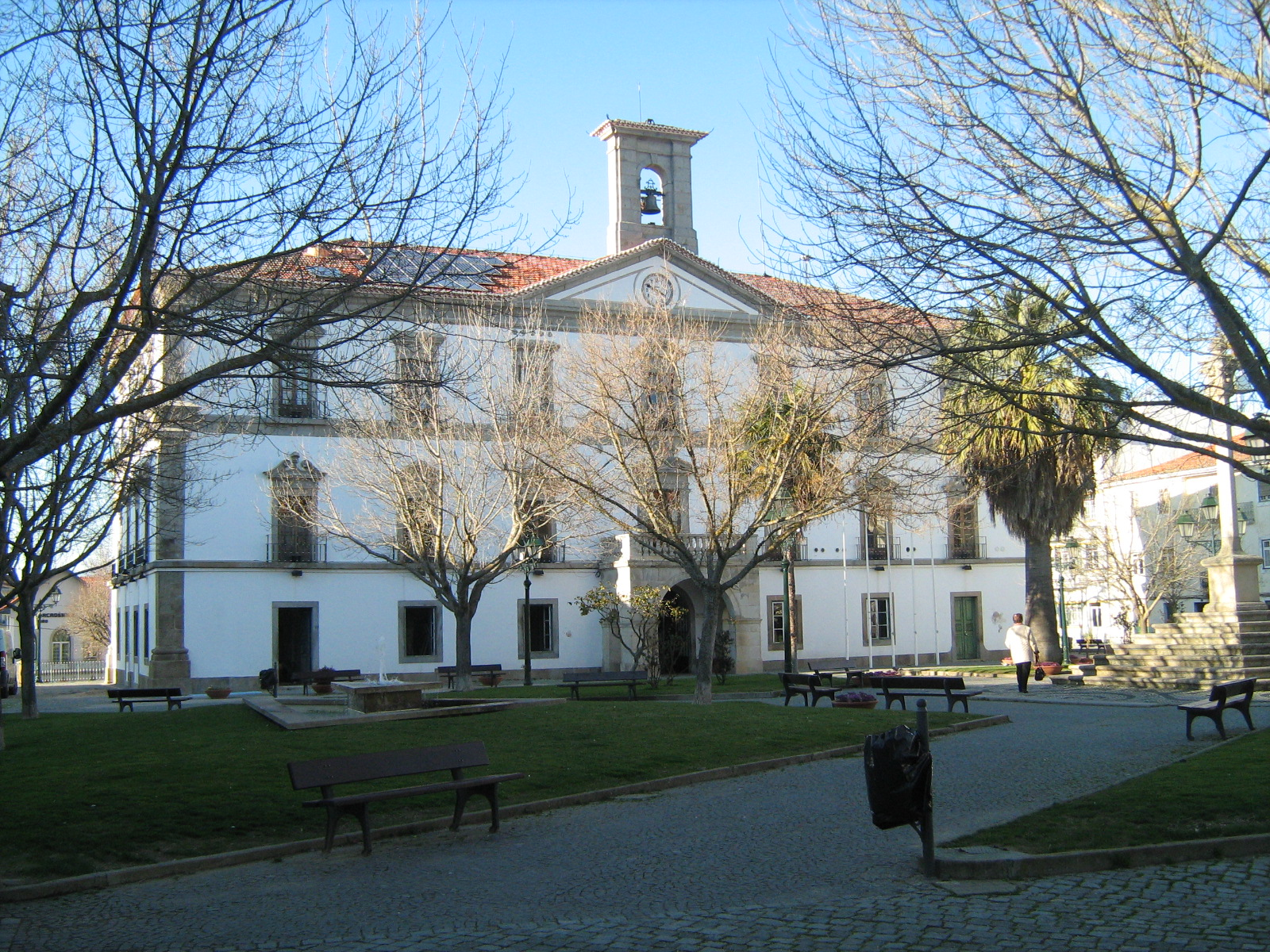
Real Fábrica de Lanifícios do Fundão (século XVIII), actual Câmara Municipal do Fundão

Foram estes imigrantes, fundando bairros dos quais o mais importante situava-se em volta da Rua da Cale (Rua do Encontro ou da Sinagoga em hebraico) que permitiram ao Fundão assumir as dimensões de uma verdadeira cidade. O influxo de mercadores e artesãos judeus transformaria a cidade num centro importante para o comércio e a indústria.
Com o estabelecimento da Inquisição, começou um período de estabilidade doutrinal, embora nem mesmo assim alguns cristãos-novos, mal convertidos por preferência aos bens materiais, trouxeram desassossego à população.
"Entre as personalidades de grande relevância, naturais do Fundão, regista-se António Fernández Carvajal (c.1590– 1659), grande empresário que, perseguido pela inquisição, se veio a instalar em Inglaterra onde acabou por sediar uma grande empresa de navegação comercial oceânica".
Ainda hoje são frequentes os nomes dos cristão-novos nos habitantes da região. A cidade perdeu assim nessa altura uma parte do seu dinamismo económico em troco da tranquilidade, confiança e ordem para todos.

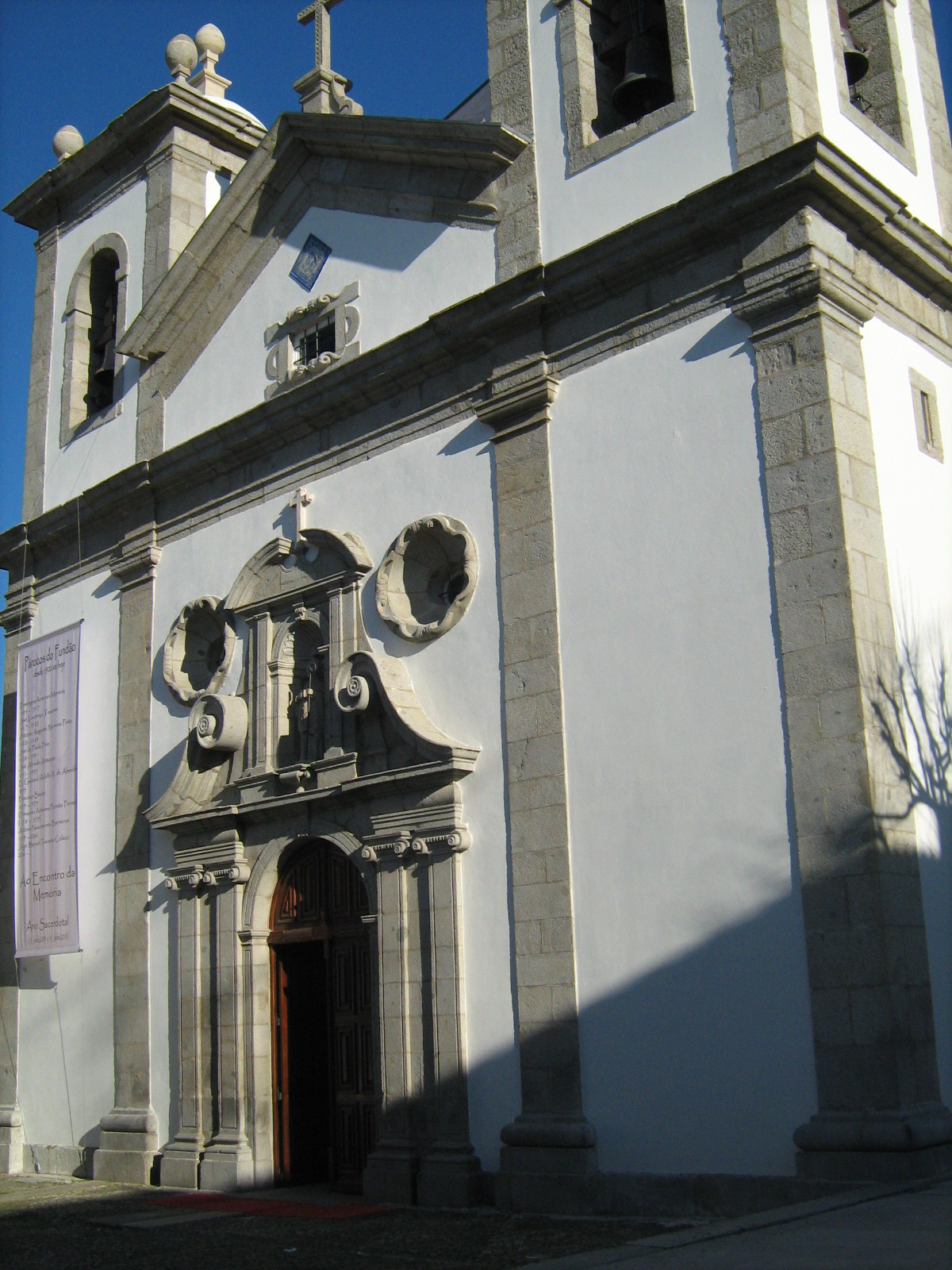
Igreja Matriz do Fundão (século XVIII)

Em 1580 os notáveis da cidade deram o seu apoio ao Prior do Crato D. António, contra as pretensões do Rei de Espanha D. Filipe II (Filipe I de Portugal). Nesse ano elevaram unilateralmente eles próprios o Fundão ao estatuto de Vila. O concelho foi fundado em 1747 por ordem de D. João V, emancipando-o da Covilhã.
No período do Iluminismo do fim do século XVIII, o então primeiro-ministro do reino, o Marquês de Pombal, após equiparar legalmente os cristão-novos aos cristão-velhos, procurou restaurar a preeminência económica da cidade fundando a Real Fábrica de Lanifícios, onde hoje está situada a Câmara Municipal. Nessa altura voltaram a ser exportados em quantidade os tecidos de lã do Fundão. No século XIX o Fundão foi saqueado durante as Invasões Francesas, e voltou a sofrer durante a Guerra civil entre os Liberais pró-D. Pedro IV e os Miguelistas pró-D. Miguel.
A 19 de Abril de 1988, o Fundão foi elevado a cidade.

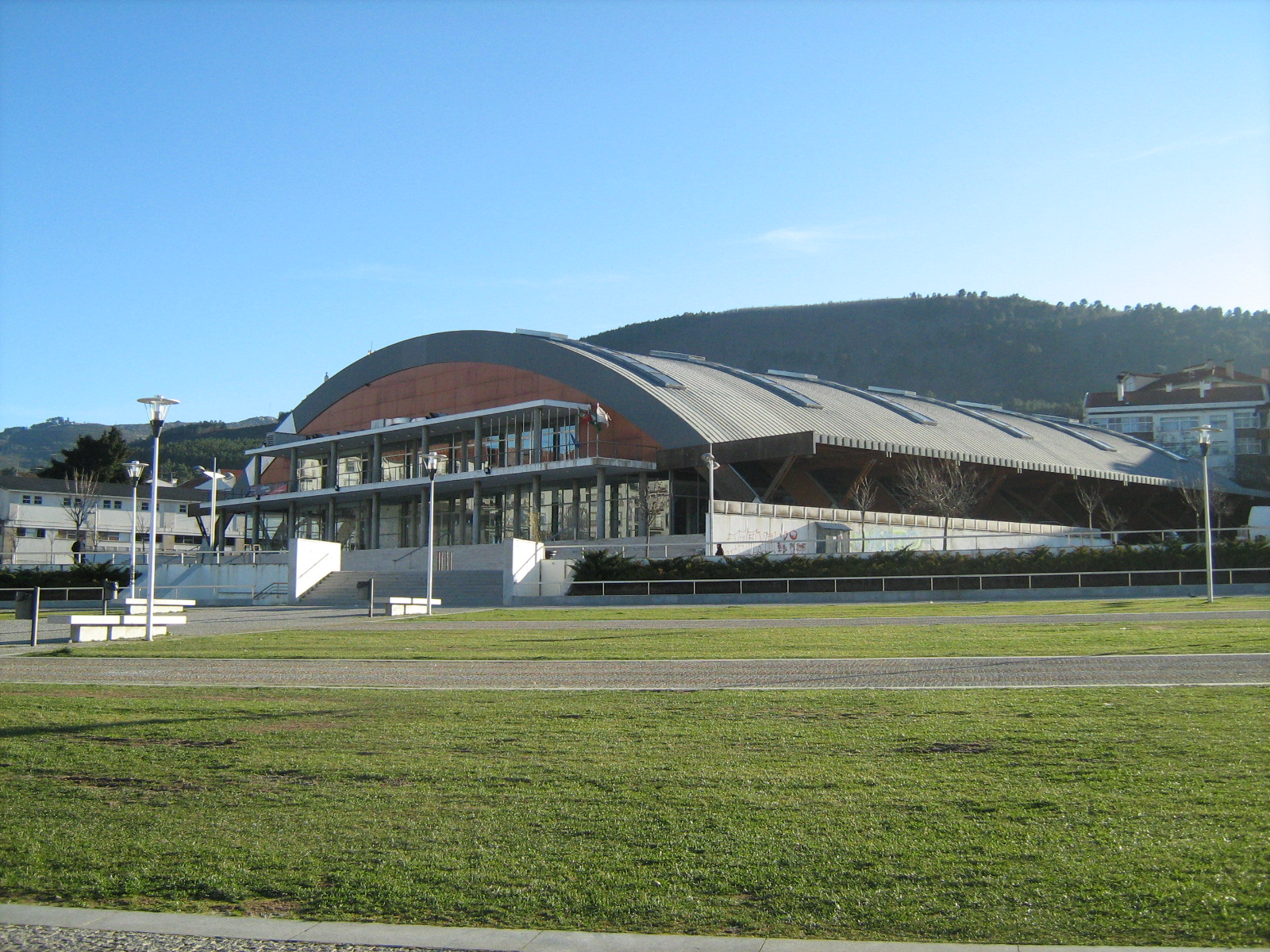
Pavilhão Multiúsos

## Freguesias do município

Freguesias do município do Fundão

O município do Fundão está dividido em 23 freguesias:
| - Alcaide - Alcaria - Alcongosta - Alpedrinha - Barroca - Bogas de Cima - Capinha - Castelejo - Castelo Novo - Enxames - Fatela - Fundão (Fundão, Valverde, Donas, Aldeia de Joanes e Aldeia Nova do Cabo) | - Janeiro de Cima e Bogas de Baixo - Lavacolhos - Orca - Pêro Viseu - Póvoa de Atalaia e Atalaia do Campo - Silvares - Soalheira - Souto da Casa - Telhado - Três Povos - Vale de Prazeres e Mata da Rainha |

## Economia
A cidade é um centro local importante de comércio, serviços e indústria. O município compreende parte das terras mais férteis da região, o grande vale da Cova da Beira, onde passa o Rio Zêzere e as suas numerosas ribeiras afluentes. São feitas grandes produções de cerejas e ginjas, pêssegos, azeite e vinho. No município do Fundão existem cerca de 300 produtores de cereja que dão emprego directo, durante a época da cereja, a perto de duas mil pessoas, A cereja do Fundão e os produtos criados com este fruto representam mais de 20 milhões de euros por ano na economia local.
Existem minas de volfrâmio, na Panasqueira (pertencentes ao município da Covilhã), e cujos trabalhadores ao longo das décadas eram em parte provenientes das freguesias a sudoeste do concelho do Fundão, com maior incidência para Silvares, e em cuja freguesia se situava a lavaria do minério, mais precisamente na aldeia anexa do Rio, contribuindo assim muito para a economia e desenvolvimento daquela zona.
À saída norte para a Covilhã ao longo da EN18, está a Zona Industrial do Fundão, onde se desenvolveram várias industrias e comércios de interesse até a nível nacional como a transformação de madeira, granitos, vidro e piscinas, e um investimento especial na indústria de polimento de peças de joalharia. Nesta zona existem vários hotéis, restaurantes e piscinas com interesse turístico.
Existem ainda os recém criados Parque Industrial da Gardunha Sul, na freguesia de Soalheira, que aloja unidades industriais de produção de queijo, e o Parque Industrial de Silvares, que ainda aguarda pela instalação de empresas.

## Educação
Ensino Básico de 2º e 3º Ciclo
- Escola Básica João Franco
- Escola Básica Serra da Gardunha
- Escola Básica de Silvares

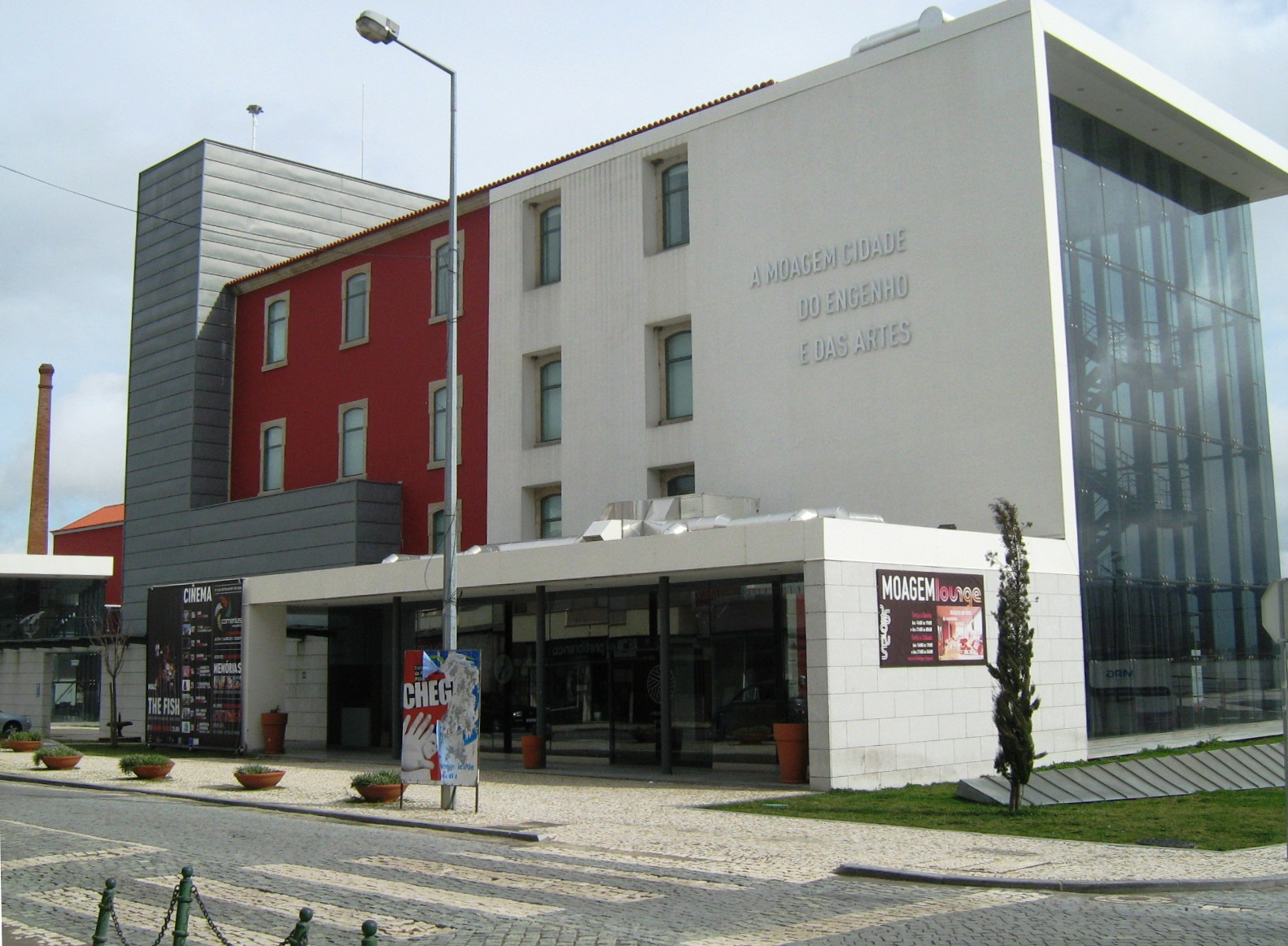
A Moagem — Cidade do Engenho e das Artes

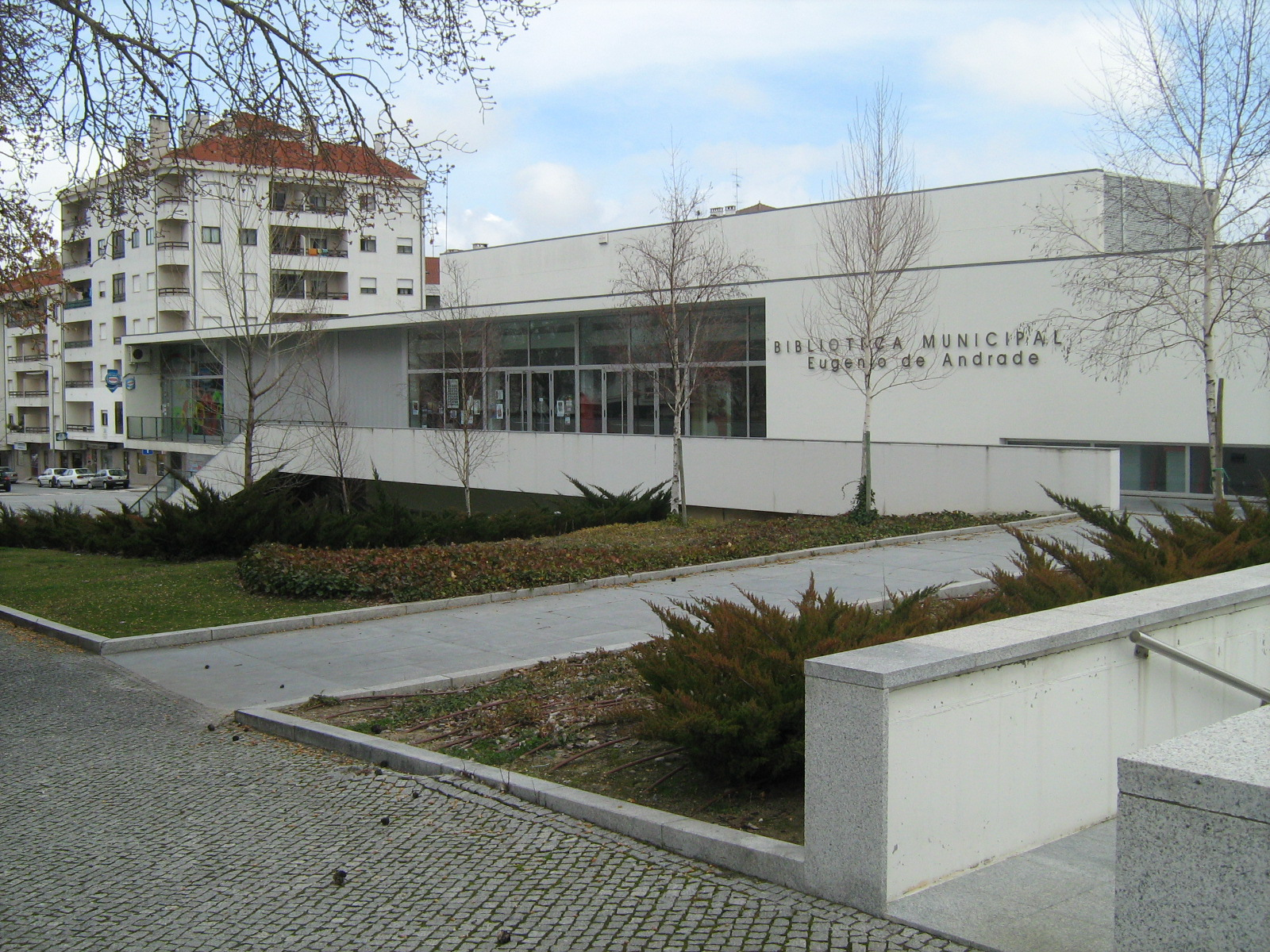
Biblioteca Eugénio de Andrade

- Externato Capitão Santiago de Carvalho, em Alpedrinha

Ensino Secundário
- Escola Secundária com 3º ciclo do ensino básico do Fundão

Ensino Artístico e Profissional
- Academia de Música e Dança do Fundão
- Escola Profissional do Fundão

Ensino Superior
Atualmente não existe na cidade do Fundão nenhuma instituição de ensino superior, no entanto já houve presença de algumas, e a tentativa de instalação de outras, exemplos disso foram a existência da Escola do Magistério Primário para formação de professores, que encerrou no final dos anos 80, e também um polo do ISMAG (Instituto Superior de Matemática e Gestão), que funcionou desde a década de 90 até meados dos anos 2000.
Depois disso houve a tentativa por parte do Instituto Politécnico de Castelo Branco em instalar na cidade a Escola Superior de Turismo e Hotelaria do Fundão, que esteve quase para acontecer, mas o processo acabou por não se concretizar, tendo a Escola Superior de Gestão de Idanha-a-Nova ficado com os cursos superiores desta área.. Em sequência disso foi depois criada a Escola de Hotelaria e Turismo do Fundão, em parceria com o Turismo de Portugal, que dispunha de ensino profissional nessas áreas.
Mais tarde a também já extinta escola de hotelaria e turismo lecionou Cursos de Especialização Tecnológica, e atualmente a escola profissional lecciona CTeSPs (Cursos Técnicos e Superiores Profissionais) em parceria com o Instituto Politécnico de Castelo Branco.
Ensino religioso
Durante cerca de cem anos houve a presença de ensino de cariz religioso no Fundão, através do Seminário Menor do Fundão, a cargo da Diocese da Guarda, que recebia vários jovens não só da região como de todo o país, esta instituição teve una grande importância na educação dos jovens a nível local, numa altura em que o ensino público era quase inacessível.

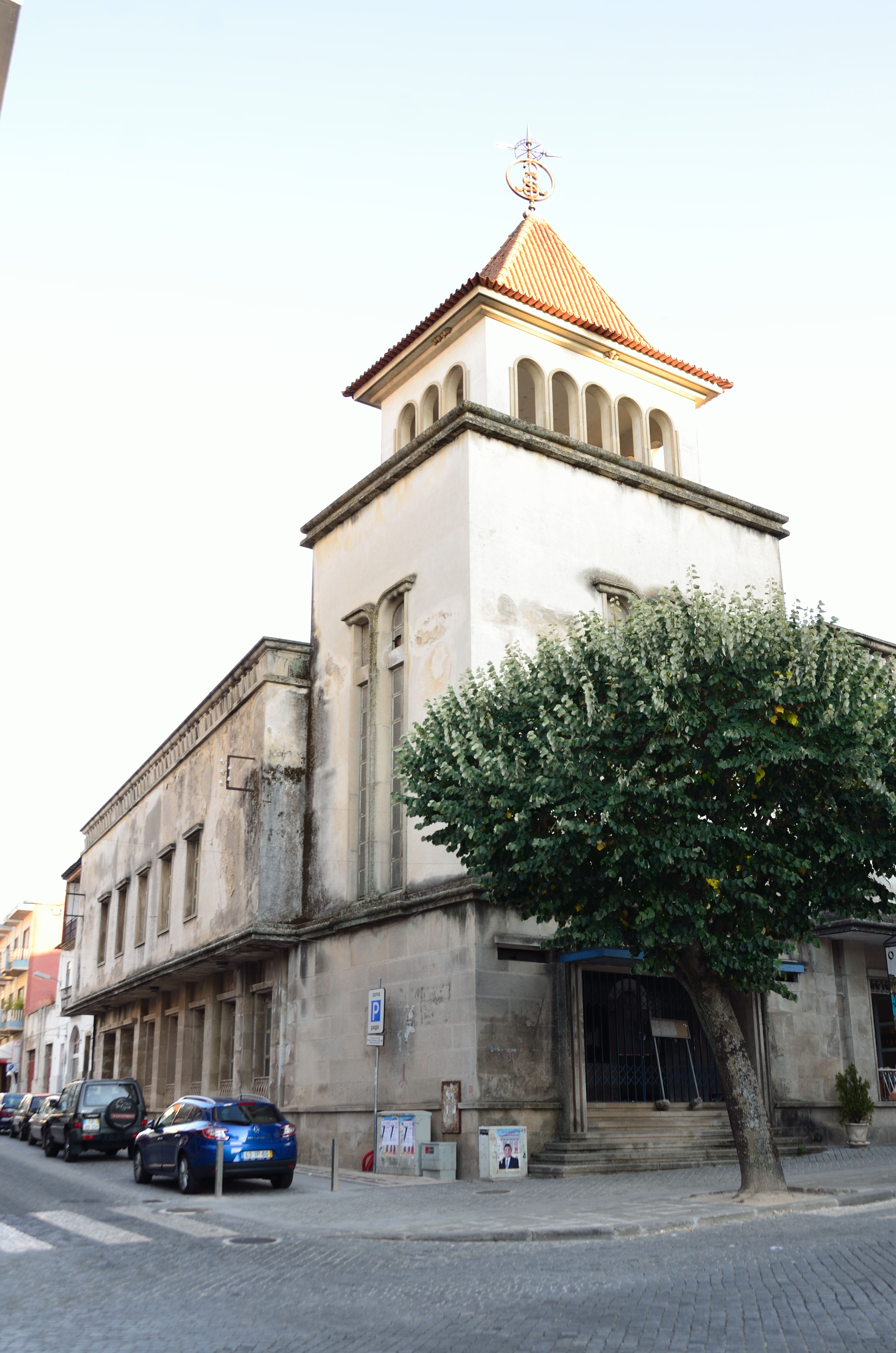
Cine-Teatro Gardunha (anos 1940-50), no passado uma das principais salas de espectáculos da região e atualmente desativado

## Desporto
A Associação Desportiva do Fundão é o clube mais emblemático e o porta-estandarte desta cidade beirã, a equipa disputa actualmente o Campeonato Nacional de Futsal onde nos últimos anos tem conseguido fazer frente aos grandes clubes, tendo já várias presenças nas fases finais do campeonato, na época 2013/14 sagrou-se vice-campeão nacional e vencedor da Taça de Portugal Foi fundada em 1955 e disputa os seus jogos no Pavilhão Francisco José Tavares com capacidade para 1056 pessoas.
Apesar de se evidenciar mais no futsal, a A.D.F. também se destacou no futebol onde chegou a marcar presença na III.ª Divisão Nacional, nesta modalidade existe também o Clube Académico do Fundão que se dedica aos escalões mais jovens, e tem também uma equipa sénior no Campeonato Distrital, as suas equipas disputam os seus jogos no Estádio Municipal do Fundão com lotação de 3000 lugares.
Na modalidade de basquetebol existe o Clube de Basquetebol do Fundão, fundado a 27 de Abril de 2005, que já disputou o Campeonato Nacional da II.ª Divisão na modalidade.
O Atlético Clube Fundanense, fundado em 2002, promove a pratica das artes marciais. nomeadamente o Judo e o Karaté. conta no seu palmarés com a participação nas fases finais dos campeonatos nacionais. e presença em provas internacionais. Disponibilizando para o desporto nacional um atleta que se consagrou 2 vezes consecutivas campeão nacional de cadetes no judo.. Em 28 de abril de 2019 o fundanense, Sérgio Carvalho (4.º DAN) consagra-se campeão Nacional de kime-no-kata.
Relativamente à modalidade de natação, o Clube de Natação do Fundão (CNFU) é uma associação desportiva portuguesa dedicada à prática e desenvolvimento da natação competitiva. Fundado no início da década de 2000, o CNFU consolidou-se como um dos principais clubes da região Centro, promovendo a formação de nadadores desde os escalões de iniciação até aos níveis mais avançados de competição.
O CNFU participa regularmente em provas organizadas pela Associação de Natação do Interior Centro (ANIC) e pela Federação Portuguesa de Natação (FPN), somando dezenas de medalhas por época e contribuindo para o desenvolvimento da modalidade na Beira Interior.
Entre os marcos mais relevantes da história recente do clube destacam-se:
- A organização anual do Meeting “Cidade do Fundão”, que reúne dezenas de clubes de norte a sul do país. Na edição de 2024, o CNFU conquistou 55 medalhas (24 ouros, 19 pratas e 12 bronzes), sendo o clube mais medalhado da prova.
- A forte prestação no Campeonato Regional de Juvenis e Absolutos em 2024, com 26 títulos de campeão regional e a qualificação de vários nadadores para os Campeonatos Nacionais.
- A presença constante nos pódios em torneios inter-regionais, como o Torneio de Velocidade de Torres Novas (2024), onde alcançou o 2.º lugar coletivo e bateu múltiplos recordes internos e regionais.

Em 2023, o CNFU deu um novo passo no seu crescimento com a criação da sua primeira equipa de Masters, destinada a atletas com mais de 25 anos que continuam ativos na competição. Esta nova vertente permitiu ao clube alargar o seu impacto desportivo, promovendo a prática da natação em todas as idades e reforçando o seu papel como referência regional. Apenas com pouco tempo de existência, esta nova equipa, já conquistou vários lugares de pódio em classificações colectivas. Dando destaque a, Vice-Campeã do torneio Masters Aminata por dois anos consecutivos em 2024 e 2025, 3º Lugar no III Torneio Masters do CNAC (Coimbra 2025) e 3º Lugar no 2º Benedita Swim Master.

## Evolução da População do Município
| Número de habitantes *                   | Número de habitantes * | Número de habitantes * | Número de habitantes * | Número de habitantes * | Número de habitantes * | Número de habitantes * | Número de habitantes * | Número de habitantes * | Número de habitantes * | Número de habitantes * | Número de habitantes * | Número de habitantes * | Número de habitantes * | Número de habitantes * | Número de habitantes * |
| ---------------------------------------- | ---------------------- | ---------------------- | ---------------------- | ---------------------- | ---------------------- | ---------------------- | ---------------------- | ---------------------- | ---------------------- | ---------------------- | ---------------------- | ---------------------- | ---------------------- | ---------------------- | ---------------------- |
| 1864                                     | 1878                   | 1890                   | 1900                   | 1911                   | 1920                   | 1930                   | 1940                   | 1950                   | 1960                   | 1970                   | 1981                   | 1991                   | 2001                   | 2011                   | 2021                   |
| 26 749                                   | 31 170                 | 32 873                 | 35 248                 | 39 295                 | 39 571                 | 42 932                 | 47 575                 | 49 941                 | 47 593                 | 34 958                 | 32 089                 | 31 687                 | 31 482                 | 29 213                 | 26 503                 |
| Número de habitantes por Grupo Etário ** |                        |                        |                        |                        |                        |                        |                        |                        |                        |                        |                        |                        |                        |                        |                        |
|                                          |                        |                        | 1900                   | 1911                   | 1920                   | 1930                   | 1940                   | 1950                   | 1960                   | 1970                   | 1981                   | 1991                   | 2001                   | 2011                   | 2021                   |
| 0-14 Anos                                | 0-14 Anos              | 0-14 Anos              | 12 799                 | 14 371                 | 13 729                 | 14 574                 | 15 893                 | 15 896                 | 13 852                 | 8 605                  | 6 495                  | 5 504                  | 4 381                  | 3 434                  | 2 679                  |
| 15-24 Anos                               | 15-24 Anos             | 15-24 Anos             | 6 364                  | 6 920                  | 7 158                  | 8 354                  | 8 523                  | 9 203                  | 8 329                  | 5 645                  | 4 998                  | 4 256                  | 4 066                  | 2 906                  | 2 328                  |
| 25-64 Anos                               | 25-64 Anos             | 25-64 Anos             | 14 578                 | 15 495                 | 15 870                 | 17 381                 | 19 231                 | 20 942                 | 20 840                 | 16 275                 | 14 387                 | 15 108                 | 15 420                 | 14 780                 | 12 882                 |
| = ou > 65 Anos                           | = ou > 65 Anos         | = ou > 65 Anos         | 1 649                  | 1 953                  | 2 200                  | 2 655                  | 3 007                  | 3 781                  | 4 572                  | 4 660                  | 6 209                  | 6 819                  | 7 615                  | 8 093                  | 8 614                  |

- Número de habitantes "residentes", ou seja, que tinham a residência oficial neste município à data em que os censos se realizaram.)

- - De 1900 a 1950 os dados referem-se à população "de facto", ou seja, que estava presente no município à data em que os censos se realizaram. Daí que se registem algumas diferenças relativamente à designada população residente)

De acordo com os dados do INE o distrito de Castelo Branco registou em 2021 um decréscimo populacional na ordem dos 9.3% relativamente aos resultados do censo de 2011. No concelho do Fundão esse decréscimo rondou os 9.3%.
O gráfico seguinte apresenta a evolução demográfica do município do Fundão entre 1801 e 2011:

## Geografia
A cidade do Fundão está localizada no sopé do Monte de S.Brás, um ramo da Serra da Gardunha, no planalto da Cova da Beira, a uma altitude de cerca de 500 m.

### Clima
O Fundão possui um clima mediterrânico do tipo Csa, ou seja, com verões quentes. Dias com mais de 30 ºC ocorrem frequentemente, cerca de 55 por ano em média, e os verões são secos. Os invernos são relativamente frios e mais chuvosos, sendo que dias abaixo de 0 ºC ocorrem com alguma frequência, cerca de 23 por ano.
| Dados climatológicos para Fundão                                    | Dados climatológicos para Fundão | Dados climatológicos para Fundão | Dados climatológicos para Fundão | Dados climatológicos para Fundão | Dados climatológicos para Fundão | Dados climatológicos para Fundão | Dados climatológicos para Fundão | Dados climatológicos para Fundão | Dados climatológicos para Fundão | Dados climatológicos para Fundão | Dados climatológicos para Fundão | Dados climatológicos para Fundão | Dados climatológicos para Fundão |
| Mês                                                                 | Jan                              | Fev                              | Mar                              | Abr                              | Mai                              | Jun                              | Jul                              | Ago                              | Set                              | Out                              | Nov                              | Dez                              | Ano                              |
| ------------------------------------------------------------------- | -------------------------------- | -------------------------------- | -------------------------------- | -------------------------------- | -------------------------------- | -------------------------------- | -------------------------------- | -------------------------------- | -------------------------------- | -------------------------------- | -------------------------------- | -------------------------------- | -------------------------------- |
| Temperatura máxima média (°C)                                       | 11,4                             | 13,1                             | 16,1                             | 17,2                             | 21                               | 26,3                             | 30,7                             | 30,6                             | 26,8                             | 20,2                             | 15,2                             | 12                               | 20,1                             |
| Temperatura média (°C)                                              | 7                                | 8,4                              | 10,7                             | 12                               | 15,3                             | 19,7                             | 23,2                             | 23                               | 20,1                             | 15                               | 10,5                             | 7,9                              | 14,4                             |
| Temperatura mínima média (°C)                                       | 2,5                              | 3,8                              | 5,2                              | 6,8                              | 9,6                              | 13,1                             | 15,7                             | 15,3                             | 13,3                             | 9,7                              | 5,7                              | 3,8                              | 8,7                              |
| Precipitação (mm)                                                   | 117                              | 98,8                             | 53,4                             | 78,5                             | 68,3                             | 32,1                             | 11,3                             | 11,3                             | 35                               | 102,1                            | 108                              | 127,1                            | 842,9                            |
| Fonte: Instituto Português do Mar e da Atmosfera 13 de maio de 2020 |                                  |                                  |                                  |                                  |                                  |                                  |                                  |                                  |                                  |                                  |                                  |                                  |                                  |

## Política

### Presidentes eleitos
- 2021–2025: Paulo Alexandre Bernardo Fernandes (PPD/PSD)[23]
- 2017–2021: Paulo Alexandre Bernardo Fernandes (PPD/PSD)[24]
- 2013–2017: Paulo Alexandre Bernardo Fernandes (PPD/PSD)[25]
- 2009–2013: Manuel Joaquim Barata Frexes (PPD/PSD)
- 2005–2009: Manuel Joaquim Barata Frexes (PPD/PSD)
- 2001–2005: Manuel Joaquim Barata Frexes (PPD/PSD)
- 1997–2001: José Maria de Brito Fortunato (PS)
- 1993–1997: José de Sampaio Lopes (PS)
- 1989–1993: José de Sampaio Lopes (PS)
- 1985–1989: Manuel Joaquim Lambelho Ramos (PSD)
- 1982–1985: Joaquim António da Fonseca Franco de Pinto de Castelo Branco (AD)
- 1979–1982: Joaquim António da Fonseca Franco de Pinto de Castelo Branco (AD)
- 1976–1979: José Coelho Ribeiro (PS)

### Eleições autárquicas[27]
| Data | %     | V     | %      | V      | %       | V       | %            | V            | %              | V         | %              | V  | %              | V   | %              | V   | %   | V   | %  | V  | Participação |                |
| Data | PS    | PS    | CDS–PP | CDS–PP | PPD/PSD | PPD/PSD | FEPU/APU/CDU | FEPU/APU/CDU | PCTP/MRPP      | PCTP/MRPP | AD             | AD | PRD            | PRD | IND            | IND | PTP | PTP | CH | CH | Participação |                |
| ---- | ----- | ----- | ------ | ------ | ------- | ------- | ------------ | ------------ | -------------- | --------- | -------------- | -- | -------------- | --- | -------------- | --- | --- | --- | -- | -- | ------------ | -------------- |
| Data | 1976  | 38,93 | 4      | 22,08  | 2       | 17,58   | 1            | 9,60         | –              | 3,62      | –              |    |                |     |                |     |     |     |    |    |              | 56,65 / 100,00 |
| 1979 | 36,93 | 3     | AD     | AD     | AD      | AD      | 11,36        | –            |                |           | 46,62          | 4  | 72,26 / 100,00 |     |                |     |     |     |    |    |              |                |
| 1982 | 37,12 | 3     | AD     | AD     | AD      | AD      | 10,44        | –            | 2,73           | –         | 42,04          | 4  | 66,30 / 100,00 |     |                |     |     |     |    |    |              |                |
| 1985 | 25,55 | 2     |        |        | 40,00   | 4       | 8,27         | –            | 2,43           | –         |                |    | 17,07          | 1   | 61,04 / 100,00 |     |     |     |    |    |              |                |
| 1989 | 50,69 | 4     | 4,96   | –      | 32,37   | 3       | 7,06         | –            |                |           |                |    | 64,75 / 100,00 |     |                |     |     |     |    |    |              |                |
| 1993 | 52,19 | 4     | 5,99   | –      | 31,37   | 3       | 5,45         | –            | 67,33 / 100,00 |           |                |    |                |     |                |     |     |     |    |    |              |                |
| 1997 | 54,64 | 5     | 3,43   | –      | 30,75   | 2       | 5,81         | –            | 63,40 / 100,00 |           |                |    |                |     |                |     |     |     |    |    |              |                |
| 2001 | 28,37 | 2     | (a)    | (a)    | 55,16   | 5       | 4,48         | –            | 6,53           | –         | 70,98 / 100,00 |    |                |     |                |     |     |     |    |    |              |                |
| 2005 | 24,39 | 2     | 2,22   | –      | 64,30   | 5       | 4,50         | –            |                |           | 66,51 / 100,00 |    |                |     |                |     |     |     |    |    |              |                |
| 2009 | 28,84 | 2     | 2,78   | –      | 61,17   | 5       | 3,65         | –            | 63,52 / 100,00 |           |                |    |                |     |                |     |     |     |    |    |              |                |
| 2013 | 26,01 | 2     | 2,91   | –      | 53,93   | 5       | 7,46         | –            | 2,08           | –         | 54,99 / 100,00 |    |                |     |                |     |     |     |    |    |              |                |
| 2017 | 28,79 | 2     | 3,52   | –      | 55,17   | 5       | 6,69         | –            |                |           | 59,45 / 100,00 |    |                |     |                |     |     |     |    |    |              |                |
| 2021 | 27,72 | 2     |        |        | 56,74   | 5       | 5,55         | –            | 4,33           | –         | 56,68 / 100,00 |    |                |     |                |     |     |     |    |    |              |                |

(a) O CDS–PP apoiou a lista independente nas eleições de 2001

### Eleições legislativas
| Data | %     | %     | %     | %    | %     | %     | %              | %     | %    | %     | %    | %   | %       | % | %  | %  |
| Data | PS    | CDS   | PSD   | PCP  | UDP   | AD    | FEPU/ APU/ CDU | FRS   | PRD  | PSN   | BE   | PAN | PSD CDS | L | CH | IL |
| ---- | ----- | ----- | ----- | ---- | ----- | ----- | -------------- | ----- | ---- | ----- | ---- | --- | ------- | - | -- | -- |
| 1976 | 39,56 | 21,43 | 16,88 | 5,63 | 1,10  |       |                |       |      |       |      |     |         |   |    |    |
| 1979 | 36,81 | AD    | AD    | APU  | 1,29  | 41,98 | 9,42           |       |      |       |      |     |         |   |    |    |
| 1980 | FRS   | AD    | AD    | APU  | 0,64  | 45,15 | 8,62           | 36,21 |      |       |      |     |         |   |    |    |
| 1983 | 43,16 | 15,37 | 22,36 | APU  | 0,63  |       | 9,28           |       |      |       |      |     |         |   |    |    |
| 1985 | 20,29 | 11,22 | 25,60 | APU  | 0,96  | 7,76  | 26,40          |       |      |       |      |     |         |   |    |    |
| 1987 | 26,94 | 6,03  | 44,98 | CDU  | 0,87  | 5,47  | 6,23           |       |      |       |      |     |         |   |    |    |
| 1991 | 38,46 | 3,58  | 47,47 | CDU  |       | 3,24  | 0,75           | 2,10  |      |       |      |     |         |   |    |    |
| 1995 | 61,01 | 5,35  | 27,53 | CDU  | 0,60  | 2,15  |                |       |      |       |      |     |         |   |    |    |
| 1999 | 56,62 | 5,45  | 27,83 | CDU  |       | 4,67  | 1,40           |       |      |       |      |     |         |   |    |    |
| 2002 | 47,59 | 6,56  | 37,38 | CDU  | 2,89  | 1,79  |                |       |      |       |      |     |         |   |    |    |
| 2005 | 58,39 | 4,53  | 24,91 | CDU  | 3,23  | 4,07  |                |       |      |       |      |     |         |   |    |    |
| 2009 | 40,82 | 8,43  | 30,06 | CDU  | 4,46  | 9,38  |                |       |      |       |      |     |         |   |    |    |
| 2011 | 35,29 | 9,22  | 37,69 | CDU  | 4,16  | 4,13  | 0,76           |       |      |       |      |     |         |   |    |    |
| 2015 | 39,08 | PSD   | CDS   | CDU  | 5,19  | 12,12 | 0,89           | 33,63 | 0,35 |       |      |     |         |   |    |    |
| 2019 | 41,66 | 3,63  | 24,55 | CDU  | 4,00  | 12,25 | 2,17           |       | 1,49 | 1,19  | 0,77 |     |         |   |    |    |
| 2022 | 47,64 | 1,59  | 26,36 | CDU  | 2,44  | 4,89  | 0,86           | 0,85  | 8,66 | 2,87  |      |     |         |   |    |    |
| 2024 | 34,59 | AD    | AD    | CDU  | 26,98 | 1,64  | 4,29           | 1,43  | 1,97 | 20,47 | 2,95 |     |         |   |    |    |

## Património
- Pelourinho de Alpedrinha
- Pelourinho de Atalaia do Campo
- Castelo de Castelo Novo
- Pelourinho de Castelo Novo
- Pelourinho do Fundão
- Casa dos Maias
- Igreja da Misericórdia do Fundão

## Turismo
- Aldeia histórica de Castelo Novo
- Palácio do Picadeiro em Alpedrinha
- Biblioteca Municipal Eugénio de Andrade
- Centro Dinamizador das Aldeias do Xisto
- Praia Fluvial de Janeiro de Cima
- Museu Arqueológico do Fundão
- Centro de Interpretação—Moagem do Centeio

## Cereja do Fundão
Um aspeto importante deste município são os excelentes produtos endógenos desta região, nomeadamente a castanha, o azeite, os cogumelos, o queijo, os enchidos e a cereja também conhecida como o “ouro vermelho”, considerada, por muitos, a melhor do mundo [carece de fontes?].

Nos últimos anos, a cereja tornou-se imagem de marca desta região que produz em média cerca de seis mil toneladas de cerejas por ano. A partir deste fruto, têm nascido inovações gastronómicas como é o caso do pastel de cereja do Fundão. Este foi apresentado pela primeira vez na Festa da Cereja de Alcongosta, em 2011, tendo sido um sucesso imediato, com mais de três mil pastéis vendidos. Simultaneamente, o pastel passou a estar disponível em quase todas as confeitarias e pastelarias da região da Cova da Beira. Este Pastel encontra-se registado no Instituto Nacional da Propriedade Industrial.

## Cidades geminadas
O Fundão é geminado com as seguintes cidades:
- Vila Real de Santo António, Distrito de Faro, Portugal
- Marinha Grande, Distrito de Leiria, Portugal
- Montemor-o-Novo, Distrito de Évora, Portugal
- Tarrafal, Ilha de Santiago, Cabo Verde
- Haapsalu, Estónia
- Alcântara, Espanha
- Campinas, Brasil
- Malpartida de Cáceres, Espanha
- Valle del Jerte, Espanha

## Comunicação Social
No que respeita à da impressa escrita, o principal jornal local é o Jornal do Fundão. A cidade do Fundão foi também sede do único jornal diário a cobrir a Beira Interior, intitulado "Diário XXI", e distribuído entre 2002 e 2011.
Em termos de rádios locais houve a Rádio Jornal do Fundão, cujas emissões ocorreram entre 1990 e 2012, e atualmente existe a Rádio Cova da Beira (92.5 MHz e 100.0 MHz).

## Pessoas célebres do concelho do Fundão
- D. Jorge da Costa (Alpedrinha) (1406-1508), cardeal, conselheiro e confessor real, membro da Cúria Romana;
- Alexandra (Soalheira) (1950– ), cantora;
- Bruno Pais (1981– ), triatleta;
- Eugénio de Andrade (Póvoa de Atalaia) (1923–2005), poeta;
- João Franco (Alcaide) (1855–1929), político;
- Fernando António de Almeida (1903–1979), médico e arqueólogo;
- Celeste Rodrigues (Alpedrinha) (1923–2018), fadista;
- Lia Gama (Barroca) (1944– ), atriz;
- Alberto António da Silva Costa (Aldeia de Joanes) (1877-1908), jornalista e escritor humorístico
- Luís Neves (1965- ), Diretor da Polícia Judiciária;